# Episodi di Compagni di università (prima stagione)
La prima stagione della serie televisiva Compagni di università, composta da 8 episodi, è stata interamente pubblicata a livello internazionale sul servizio on demand Netflix il 14 luglio 2017.
| nº | Titolo originale     | Titolo italiano          | Pubblicazione USA | Pubblicazione Italia |
| -- | -------------------- | ------------------------ | ----------------- | -------------------- |
| 1  | Welcome to New York  | Benvenuti a New York     | 14 luglio 2017    | 14 luglio 2017       |
| 2  | Connecticut House    | La casa in Connecticut   | 14 luglio 2017    | 14 luglio 2017       |
| 3  | All-Nighter          | Creature della notte     | 14 luglio 2017    | 14 luglio 2017       |
| 4  | Mission Impossible   | Missione impossibile     | 14 luglio 2017    | 14 luglio 2017       |
| 5  | Party Bus            | Party bus                | 14 luglio 2017    | 14 luglio 2017       |
| 6  | Second Wedding       | Il secondo matrimonio    | 14 luglio 2017    | 14 luglio 2017       |
| 7  | Grand Cayman         | Grand Cayman             | 14 luglio 2017    | 14 luglio 2017       |
| 8  | A Night of Surprises | La serata delle sorprese | 14 luglio 2017    | 14 luglio 2017       |

## Benvenuti a New York
Ethan e Lisa si trasferiscono a New York, riallacciano i contatti con gli amici del college e scoprono che non è facile mantenere alcuni segreti.

## La casa in Connecticut
La nuova carriera di Lisa non inizia bene, mentre Marianne si prepara per uno spettacolo teatrale ed Ethan dimostra di non saper prendersi cura degli animali domestici.

## Creature della notte
Ethan si trova con una scadenza incombente e cerca idee per il suo romanzo per giovani adulti. Intanto Sam, Lisa e Marianne escono e incontrano alcuni ammiratori.

## Missione impossibile
Pur di aver successo con la fecondazione assistita, Ethan e Lisa affrontano la gogna pubblica. Max e Felix festeggiano un'occasione speciale. Sam decide di aprirsi.

## Party bus
Ethan organizza una degustazione di vini per la moglie e gli amici, ma la sua escursione perfettamente organizzata incontra qualche imprevisto.

## Il secondo matrimonio
La tensione è alle stelle, i sospetti aumentano e i microfoni cadono a un sontuoso ricevimento di nozze, durante il quale Ethan sfodera la sua nuova personalità.

## Grand Cayman
Lisa prende una decisione importante, Ethan e Sam ricordano i vecchi tempi, Nick organizza uno scherzo e Max fa un'imbarazzante confessione.

## La serata delle sorprese
La banda di ritrova per festeggiare i quarant'anni di Sam. Lisa è vittima di una crisi di coscienza e l'annuncio di Nick prende tutti alla sprovvista.